# 홍상준
홍상준(1990년 5월 10일 ~ )은 대한민국의 축구 선수이다. 포지션은 골키퍼이다.

## 축구인 생활

### 선수 생활
홍상준은 2012년 드래프트를 통해 대전 시티즌에 입단하였지만 최현과 김선규에 밀려 단 한경기도 출전하지 못하였다.
2013년에도 시즌 초중반까지는 김선규에 밀려 출전기회를 잡지 못했으나, 김선규가 부진하면서 6월 30일 전남 드래곤즈전을 통해 데뷔전을 치루었으나 2실점을 기록하였다.
그후로도 김인완의 신임을 받고 주전으로 출전하였으며 7월 7일 부산 아이파크와의 홈경기서 첫 클린시트를 기록하였다.
하지만 시즌 막판이 되갈수록 다소 하향세를 걷기 시작했고, 9월 28일 강원 FC와의 경기에 출전해 3골을 헌납한 이후 다시 김선규에게 주전 자리를 내주었다.
2014년 강원 FC로 이적했으나 황교충과 양동원에 밀려 단 한 경기도 출전하지 못했으며 2015년에도 좀처럼 출전기회를 잡지 못하다가 6월 3일 안산 경찰청과의 경기를 통해 강원 입단후 데뷔전을 치루었으며 클린시트를 기록하였고, 곧이은 대구 FC와의 경기에도 출전했으나 2골을 헌납했다.
이후 홍상준은 황교충과 더불어 시즌 중반 새로 가세한 이상기에 밀리며 2015시즌 총 2경기 출장에 그쳤다.
2016년 강원과 계약이 해지된 홍상준은 충주 험멜로 이적했다.
9월 4일 대구 FC전을 통해 충주 입단후 데뷔전을 가졌다.